# Momo e no tegami
Momo e no tegami (japanska: ももへの手紙; 'Brevet till Momo'; engelska: A Letter to Momo?) är en japansk animerad dramafilm från 2011. Den regisserades av Hiroyuki Okiura och animerades på studion Production I.G. Filmen följer hur den elvaåriga Momo flyttar med sin mor från storstan till en mindre ö och hennes problem med att hantera allt som händer omkring henne efter hennes fars hastiga bortgång.
Filmen fick endast begränsad framgång på japansk bio. Däremot har den blivit uppmärksammad och mångfaldigt prisbelönt genom en flitig närvaro på internationella filmfestivaler, alltsedan världspremiären på Toronto International Film Festival. Momo e no tegami har prisats både för beskrivningarna av en ung flicka som nyss förlorat sin far och av filmens tre vanartiga demoner samt för animeringen av lantliga miljöer på en liten ö i Japanska innanhavet.

## Handling
Momo Miyaura är en blyg elvaårig flicka med en livlig fantasi. Hennes far, en forskare, har just gått bort i en olycka och hon har tagit det hela hårt. Hon får flytta med sin mor från storstaden Tokyo till den lilla ön Shiojima i Japans innanhav, Seto naikai, hem till några äldre släktingar där mamma bodde som barn. Momo finner sig inte till rätta i den nya miljön. Hennes far lämnade efter sig ett påbörjat brev med texten "Kära Momo". Medan hon försöker fundera ut vad orden kan stå för och vad hennes far tänkte säga till henne, händer det märkliga saker omkring henne på den i övrigt fridfulla ön. Fruktodlingarna på ön blir mystiskt plundrade, och saker blir stulna. Dessutom låter det som om det är någon uppe på vindsloftet…
Mamma tror dock bara att Momo hittar på (har hon månne "tomtar på loftet"?), så Momo får på egen hand försöka luska ut vad det är som pågår uppe på vinden och runt omkring henne. Det dröjer inte länge innan hon stöter på Mame, Kawa och deras ledare Iwa, tre japanska demoner (yōkai) med olika personligheter. Dessutom upptäcker hon att de två orden från pappas brev har ett samband med alla de konstiga händelserna och med hennes ankomst till ön.

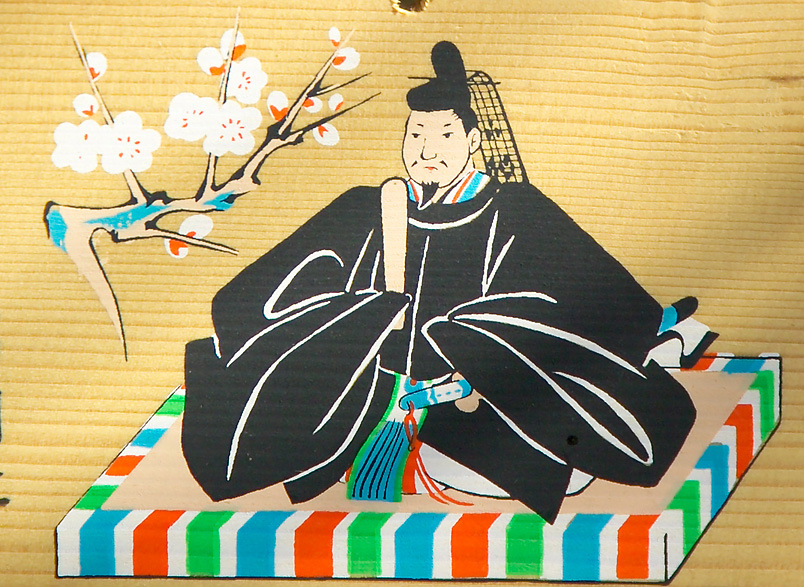
Den klassiska poeten och politikern Sugiwara no Michizane blir demonernas alias, när de måste förklara sin närvaro.

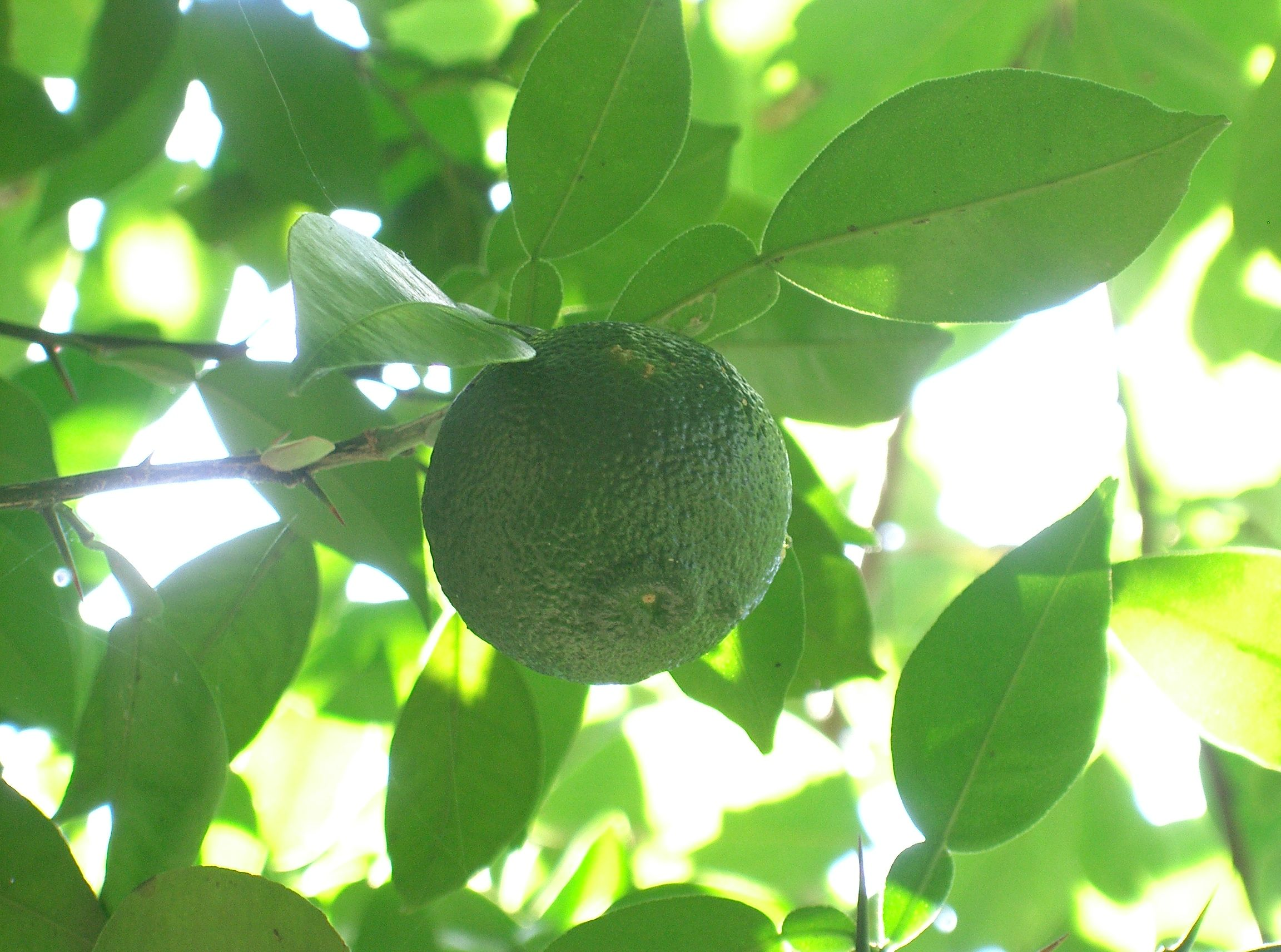
De tre demonerna i filmen skäms inte för sig utan äter omogen frukt från de omgivande citrusodlingarna med god aptit.

| Minst två av filmens demoner är modellerade efter kända japanska demontyper – de i vanliga fall vördnadsbjudande oni och reptilartade figurer à la kappa. |  | Minst två av filmens demoner är modellerade efter kända japanska demontyper – de i vanliga fall vördnadsbjudande oni och reptilartade figurer à la kappa. |
| Minst två av filmens demoner är modellerade efter kända japanska demontyper – de i vanliga fall vördnadsbjudande oni och reptilartade figurer à la kappa. |  | |

## Rollfigurer

### Momos familj/släkt
- Momoko "Momo" Miyaura (japanska: 宮浦もも, Miyaura Momoko; japansk röst: Karen Miyama[1]?) ♀, 11 år

Momo går i sjätte klass. Hon tycker inte om att behöva flytta från Tokyo ut på landet, där det bara finns gamla hus och inga kvällsöppna närbutiker. Hon tänkte fira årsdagen av föräldrarnas bröllopsdag med en speciell konsert och blir både arg och ledsen på pappa när han istället måste ut på en av alla sina forskningsresor.
- Ikuko Miyaura (japanska: 宮浦いく子, Miyaura Ikuko; Yuka[1]?) ♀, 39 år

Hon är Momos mor. Efter makens dödsolycka, bestämmer hon sig för att börja ett nytt liv. Hon säljer lägenheten i Tokyo och flyttar med sin dotter till äldre släktingar på den lilla ön Shiojima, där hon bodde som barn. Där bodde hon under något års tid, medan hon behandlades för sin barnastma. Ikuko båtpendlar in till staden Imabari, för arbetsträning inför ett möjligt nytt jobb. Hennes bestämda handlingar döljer en stark känslomässig stress över vad som hänt.
- Kazuo Miyaura (japanska: 宮浦カズオ, Miyura Kazuo; Daizaburo Arakawa?) ♂, 42 år

Han var Momos far. På grund av hans arbete som oceanograf är han ofta på resor, och på en av forskningsresorna förolyckas han. Han har svårt att uttrycka i ord vad han tycker och hinner bara påbörja ett viktigt brev till sin dotter.
- Sachio Sadahama (Yoshisada Sakaguchi) ♂, 78 år
- Sae Sadahama (Ikuko Tani) ♀, 75 år

De är äldre släktingar (Ikukos farbror/faster eller morbror/moster) och bor i samhället på den lilla ön Shiojima ute i Japans innanhav Seto naikai. Där ägnar de sig åt trädgårdsodling. På vinden i huset finns en massa konstiga böcker som Sachio eller Saes far samlade på, bland annat illustrerade böcker om demoner.

### Demonerna
De är egentligen tre "väktare" som ska övervaka Momos fars själ, innan den till slut kommer till ro i himlen. De sänds till jorden, i form av tre droppar, och ser på sitt eget lilla vis till Momo och hennes mor under denna tid. De tre "väktarna" inkarneras genom att ge liv åt tre demoner från ett uppslag i en illustrerad bok som Momos morfars far lämnat efter sig (och som Momo hittar uppe på husets vind). Momo är den enda som kan se dem, och hon har ett evigt sjå att se till så de inte går omkring och stjäl mat hela tiden.
- Iwa (Toshiyuki Nishida[1]) ♂

Han är stor men räddhågad och påminner om en oni. När Momo överraskar de tre demonerna uppe på vindsloftet, hittar han i stundens ingivelse på att de är väktare i tjänst hos Sugawara no Michizane, en klassisk japansk poet och politiker från 800- och 900-talet.
- Kawa (Kōichi Yamadera) ♂

Han är smal, egenkär och har likt en kappa ett reptilutseende. Namnet kan uttydas som "Flod"; han tycker dock inte om att äta fisk. Kawa har ett hemligt vapen.
- Mame (Chō) ♂

Han är minst av de tre demonerna, en vän och barnslig figur med kort minne. Namnet kan uttydas som "Grönsak".

### Övriga

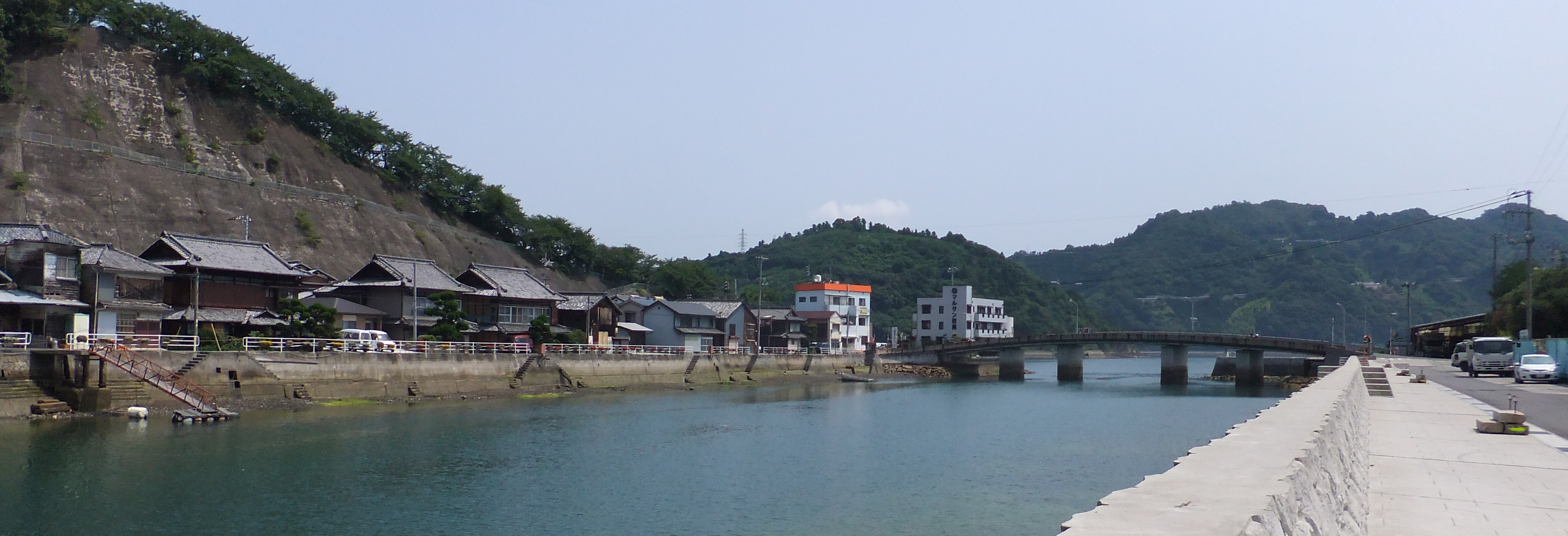
Den lilla orten Ōcho (läge:) på ön Ōsaki-shimoshima i Hiroshima prefektur är förebild för filmens ösamhälle. Barnen i filmen hoppar från bron i hamnen när de ska bada.

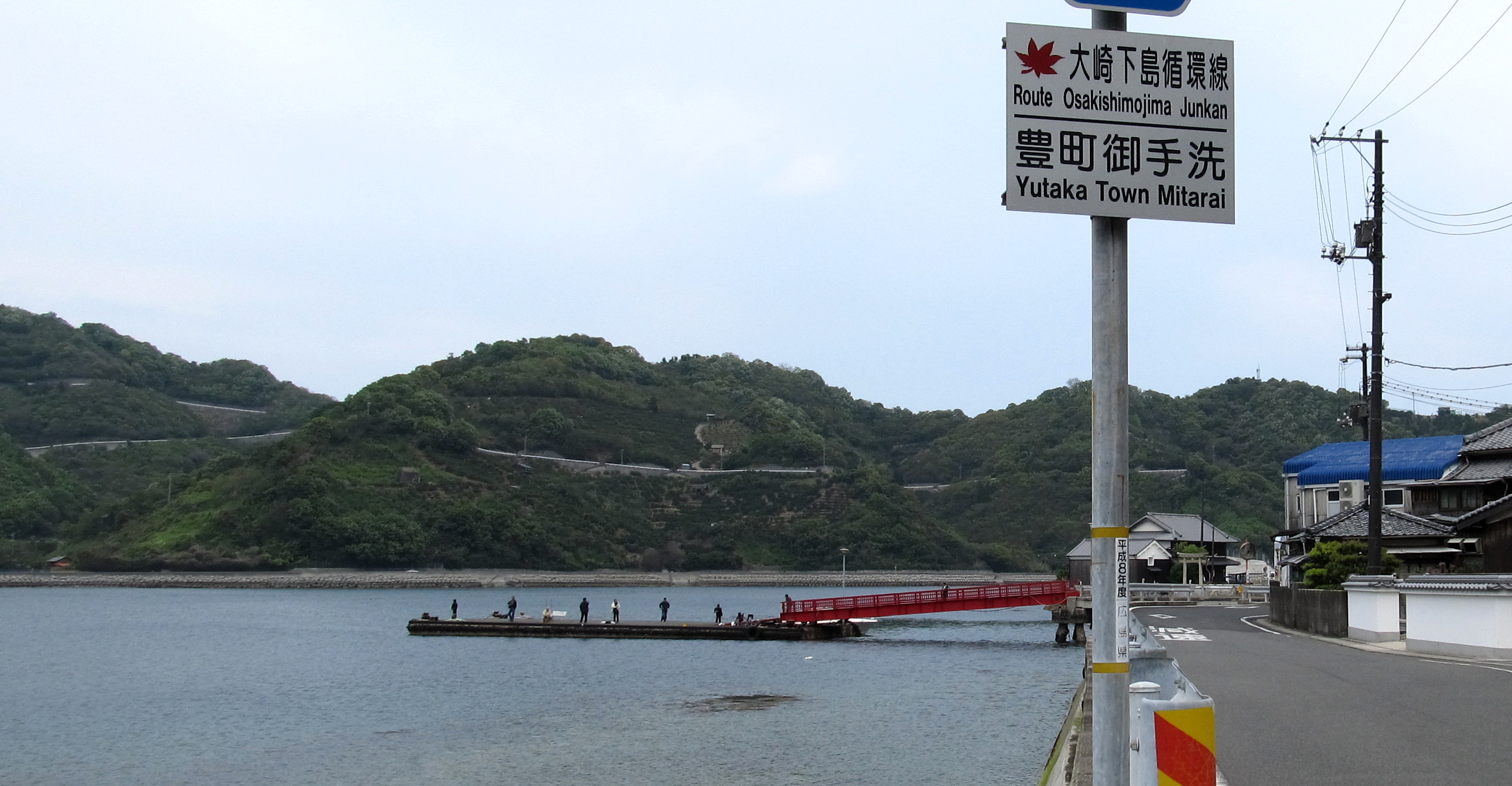
På ön Ōsaki-shimoshima, liksom på många andra öar i trakten, är det vanligt med citrusodlingar som klättrar uppför de branta bergssluttningarna.

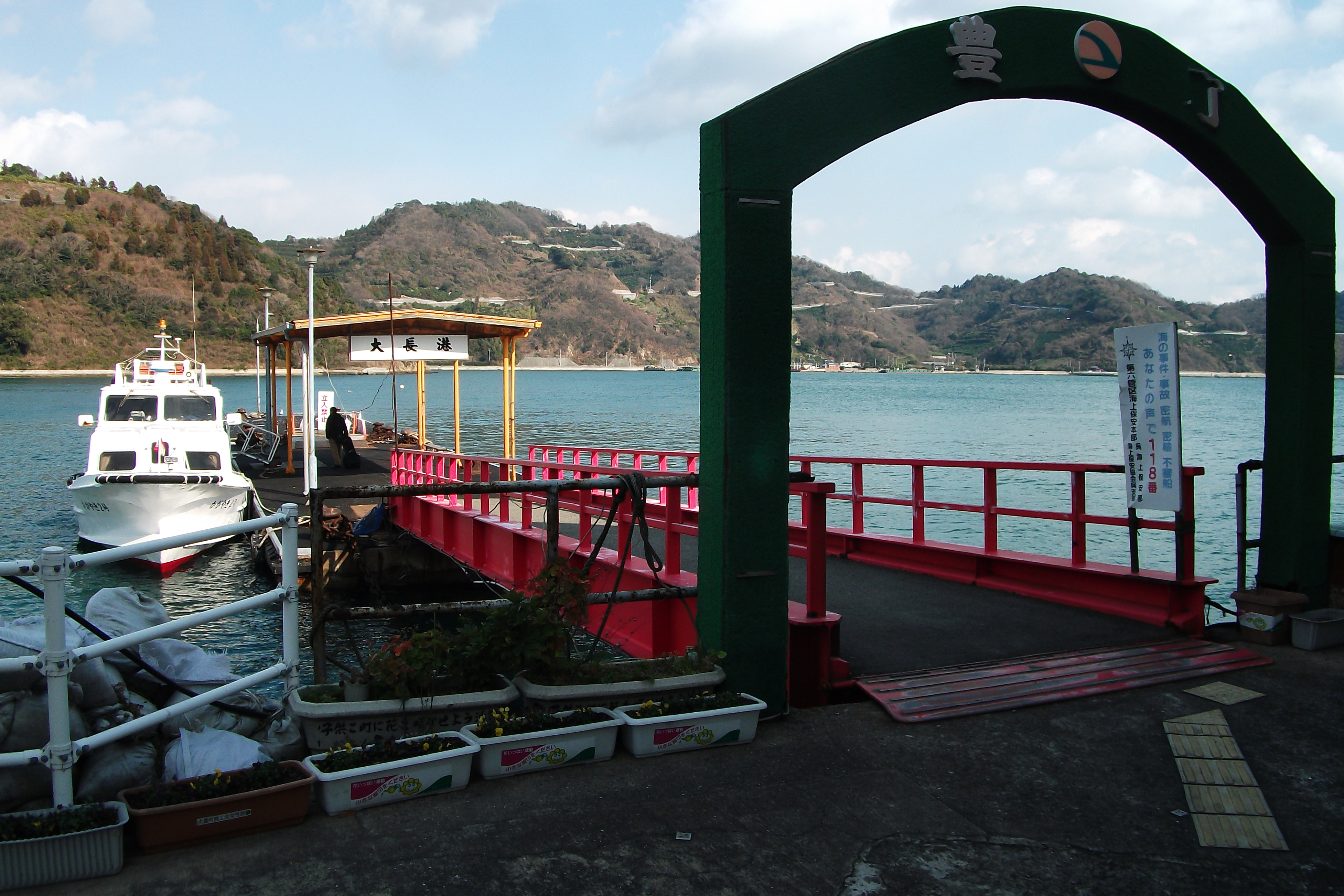
Hamnen i Ōcho har ett litet färjeläge likt det i filmen.

- Koichi (japanska: 幸市; Takeo Ogawa?) ♂, 38 år

Barndomsvän till Ikuko och hemligt förälskad i henne. Han stannade kvar på ön och arbetar numera som brevbärare.
- Yota (japanska: 陽太; Kota Fuji?) ♂, 12 år

Han går liksom Momoko i sjätte klass och tycker liksom de andra barnen i samhället om att hoppa från bron i hamnen, när de ska bada. Hans farfar är bra på att tillverka halmfartyg till sommarfestivalen.
- Umi (japanska: 海美; Katsuki Hashimoto?) ♀, 5 år

Yotas lillasyster. Hon kan ana sig till osynliga varelser.

## Teman
Filmen har inspirerats av flera öar och broar i västra delen av innanhavet Seto naikai, inklusive småorten Ōcho på ön Ōsaki-shimoshima (förebild för filmens Shiojima). På flera öar i området finns citrusodlingar som klättrar uppför de branta bergssluttningarna. I filmen tar Momos mor flera gånger färjan till Imabari (eller Imawari). Verklighetens Imabari är en stad på nordvästra Shikoku, där det finns färjeförbindelse till Ōsaki-shimoshima. Imabari ligger också i ena änden av ett stort system av broar (inklusive häng- och snedkabelbroar) som förbinder Shikoku med huvudön Honshu.

## Produktion och distribution

### Produktionsfakta
- Originaltitel: ももへの手紙 (Momo e no tegami)
- Engelsk titel: A Letter to Momo[2]
- Regissör: Hiroyuki Okiura
- Manus: Hiroyuki Okiura
- Bildmanus: Hiroyuki Okiura
- Animationschef: Masashi Ando
- Nyckelanimatörer: Hiroyuki Aoyama, Takeshi Honda, Ei Inoue, Toshiyuki Inoue, Tetsuya Nishio
- Produktionsbolag: Production I.G, Studio Pierrot, Kadokawa Shoten Publishing Co.
- Land:  Japan
- Språk: japanska
- Format: färg
- Premiär: 10 september 2011 (filmfestival, Toronto), 21 april 2012 (reguljär bio, Japan)

### Bakgrund
Mono e no tegami var Hiroyuki Okiuras andra film som regissör. Han regidebuterade 1999 med Jin-Roh – The Wolf Brigade, efter Mamoru Oshiis manus, och ägnade tillsammans med animatörerna på Production I.G sju år åt att producera den här filmen baserad på en egen historia. Tidigare har Okiura (född 1966) bland annat arbetat på produktionerna av Akira (1988), Ghost in the Shell (film) (1995) och Ghost in the Shell 2: Innocence (2004). Bland animatörerna som var inblandade på filmen märktes Masahi Ando (Prinsessan Mononoke, Tokyo Godfathers), Takeshi Honda (Dennō Coil), Tetsuya Nishio (Sky Crawlers), Ei Inoue (Neko no ongaeshi) och Hiroyuki Aoyama (Toki kakeru no shōjo, Summer Wars). Bakgrundsmålningar till filmens miljöer är gjorda av Kazuo Oga, känd från ett antal av Studio Ghiblis filmer.

### Ledmotiv
11 juli 2011 meddelades det att ledmotivet till filmen skulle vara sången "Uruwashimahoroba ~ Utsukushiki basho ~" (japanska: ウルワシマホロバ～美しき場所～?) av japanska sångerskan Yuko Hara. Den här melodin är ett akustiskt stycke som är tänkt att skapa en bild av det rika natursceneriet kring Seto naikai, det japanska innanhavet. Formuleringen "美しき場所" i låttiteln är ett äldre skrivsätt för "en vacker plats att leva på". Hara skrev sångtexten och komponerade musiken, medan Junichi Soga stod för arrangemanget.
Yuko Hara, som är keyboardist för det japanska bandet Southern All Stars, lär ha arbetat med sången i fem års tid.

### Distribution
Momo e no tegami hade premiär på japansk bio 21 april 2012. Den visades på 276 biodukar under sina tre veckors japanska biodistribution, där den började som veckans nionde och slutade som veckans 13:e mest sedda biofilm. Totalt sålde den för motsvarande fem miljoner US-dollar, vilket gav den en 97:e-plats på årets biotopp.
Redan 2011 visades den dock på flera internationella filmfestivaler. Världspremiären skedde 10 september på Toronto International Film Festival, och 7 oktober hade den europeisk premiär på Warszawas internationella filmfestival. Detta var första gången en anime visades på den internationella tävlingsdelen av festivalen. Officiella visningar skedde också under hösten och vintern på festivaler i bland annat Hawaii, spanska/katalanska Sitges, Skottland, koreanska Busan, Wien/Budapest, Dubai, Hongkong och Okinawa. November 2012 visades den på Oslos internationella filmfestival och tidigt 2013 på motsvarigheten i Göteborg, där den 18 januari hade svensk premiär (med engelsk text?) under titeln A Letter to Momo. 2016 hade filmen dansk biopremiär i en danskdubbad version, under titeln Brevet til Momo.
5 december 2012 kom en italiensk DVD-utgåva (titel: Una lettera per Momo) och 29 januari 2013 en spansk dito (titel: Una carta para Momo). Filmen finns utgiven på de brittiska och nordamerikanska marknaderna i både DVD- och Bluray-format.

## Mottagande

### Kritik
När filmen fick motta pris för bästa långfilm på 2012 års AniFest i tjeckiska Teplice, belönades den för "Solid regi, manus, tajming och en stark grundhistoria".
Prisjuryn på italienska Future Film Festival ansåg 2012 att filmen var "en storslagen historia om växande som behandlar viktiga teman, däribland skuldkänslor och kampen mot ett mål. Det gör man via ovanliga berättarmedel som tar sin utgångspunkt i traditionella spökhistorier, och man lyckas på samma gång vara både roande och rörande".
Den svenska seriebloggen Mangaläsaren (av manga- och boköversättaren My Bergström) menar att filmen har en gedigen berättelse med lagom mycket tokroliga inslag men att den var alldeles för lång. Hon uppskattar den detaljerade och välanimerade miljöskildringen av ön, vars invånare behandlas med respekt. De komiska demonerna bidrar till att tvinga Momo att krypa ur sitt skal, påbörja sorgearbetet och bearbeta sina skuldkänslor för pappans död.

### Utmärkelser
Sedan filmens premiär september 2011 har den vunnit eller blivit nominerad till ett antal olika filmpriser.
| År   | Tävling                                              | Kategori                                                  | Resultat  |
| ---- | ---------------------------------------------------- | --------------------------------------------------------- | --------- |
| 2011 | 27:e Warsaw International Film Festival              | Internationella tävlingen                                 | Nominerad |
| 2011 | 31:e Hawaii International Film Festival              | Halekulani Golden Orchid                                  | Nominerad |
| 2011 | 15:e Japan Media Arts Festival                       | Excellence Prize                                          | Vinnare   |
| 2012 | New York International Children's Film Festival 2012 | Grand Prize (för bästa långfilm)                          | Vinnare   |
| 2012 | 14:e Future Film Festival (Bologna)                  | Platinum Grand Prize (för bästa långfilm)                 | Vinnare   |
| 2012 | Imagine – 28:e Amsterdam Fantastic Film Festival     | Black Tulip                                               | Nominerad |
| 2012 | 11:e AniFest (FFF 2012), Teplice, Tjeckien           | Feature film                                              | Vinnare   |
| 2012 | Tokyo Kinder Film Festival 2012                      | Grand Prize och Special Prize from the International Jury | Vinnare   |
| 2012 | 8:e Mon Premier Festival (Paris)                     | Prix du Jury                                              | Vinnare   |
| 2012 | 6:e Asia Pacific Screen Awards (Brisbane)            | Best Animated Feature Film                                | Vinnare   |
| 2013 | 36:e Nippon Academy-shō                              | Prize of Excellence – animation                           | Vinnare   |

## Bearbetningar
Momo e no tegami bearbetades till en filmmanga, som började publiceras som följetong i 2011 års novembernummer av Monthly Asuka magazine. Mangan är skriven av Akiko Kitami.